# Nasakhma
Nasakhma war ein nubischer König, der eventuell im 5. vorchristlichen Jahrhundert regierte.
Nasakhma ist bisher nur von seiner Pyramide Nu 19 in Nuri bekannt. Die Pyramide ist relativ klein und mag auf eine kurze Regierungszeit schließen.